# Anjo (schip, 1928)
Het luxemotorschip Anjo is bekend geworden door haar bijzondere lading. Het heeft in de hongerwinter van de tweede wereldoorlog met de Duitse schipper Johann Wilhelm Pohlmann een reis gemaakt van Amsterdam naar Enkhuizen met bijna 100 baby's als vracht. 
De kinderen werden door hun moeders aan boord van de Anjo gebracht, omdat er nog te weinig voedsel was en de kans op overleving in Amsterdam te klein werd geacht. Aan boord van vier andere schepen kwamen grotere kinderen. Het schip is 's nachts op 15 maart 1945 vertrokken van de steiger van Van Es en Van Ommeren aan de De Ruijterkade, achter een sleepboot met vier andere schepen. In het duister was de kans op luchtaanvallen het kleinst. De bestemming was Groningen en Friesland, maar om nooit opgehelderde reden is het schip bij Enkhuizen naar binnen gelopen. Onderweg was toen al een kind aan boord gestorven, een ander was zwaar ziek. 
Na het afmeren werden huisarts B. van der Heiden en de burgemeester gewaarschuwd. De dokter schatte de kans laag in dat veel kinderen de bestemming zouden halen. De stadsomroeper, visboer Karel Buis met bijnaam Karel de Kat, werd door de stad gestuurd met een oproep om baby's te komen halen en daar dekens voor mee te nemen. Alle kinderen vonden een veilige plek, ook de burgemeester heeft zich over een baby ontfermd. Het werden "thuishaaldertjes" genoemd.

## Het schip
Het schip is een luxemotorschip, waarop in de oorlog een gasgenerator voor de motor en een windmolen voor de elektriciteistsvoorziening waren geplaatst. Het had in 1943 een nieuwe kont gekregen en was daarom opnieuw gemeten. 
Schipper Andries Vermeij heeft het schip in 1961 laten verlengen tot 37,35 meter bij scheepswerf Krijgsman in Gorinchem en van de gelegenheid gebruik gemaakt om er ook nieuwe ramen in te laten zetten. 
De huidige eigenaren hebben het schip weer laten inkorten tot 30 meter, omdat er anders geen ligplaats voor beschikbaar zou zijn in Leeuwarden. De kalffdekken zijn verwijderd en de dennenboom verlaagd en gestrookt met de zeeg. 

## De motor
Er werd bij de bouw een motor van een minder bekend merk geplaatst, een Nering Bögelmotor van 50 pk. Het is niet geheel duidelijk wie de volgende motor(en) heeft laten plaatsen. 
De kadasterkaart geeft er geen uitsluitsel over door de doorhalingen ten behoeve van latere inschrijvingen.

## Liggers Scheepmetingsdienst[3]
| Meetnummer | District en volgnr. | Meetdatum        | Meetplaats | Lengte [m]  | Breedte [m] | Inzinking [m] | Waterverplaatsing [ton] | Naam  | Eigenaar      | Domicilie   |
| ---------- | ------------------- | ---------------- | ---------- | ----------- | ----------- | ------------- | ----------------------- | ----- | ------------- | ----------- |
| G2716N     | Groningen           | 7 november 1928  | Foxhol     | 31,46       | 5,40        | –             | 186,319                 | EGNA  | E. Kroese     | Oude Pekela |
| A12432N    | Amsterdam           | 16 november 1943 | Amsterdam  | 31,38 meter | 5,40 meter  | 1,94 meter    | 173,500 ton             | ANJO  | J.W. Pohlmann | Hoogezand   |
| G7248N     | Groningen           | 21 juli 1945     | Foxhol     | 31,34 meter | 5,40 meter  | 1,93 meter    | 181,511 ton             | ANJO  | J.W. Pohlmann | Hoogezand   |
| R24133N    | Rotterdam           | 26 augustus 1958 | Gorinchem  | 31,34       | 5,40        | 1,93          | 179,699 ton             | ANEJA | -             | -           |
| R26733N    | Rotterdam           | 20 december 1961 | Gorinchem  | 37,35       | 5,42        | 2,08          | 253,187                 | ANEJA | –             | –           |
| R38771N    | Rotterdam           | 11 april 1975    | –          | 37,35       | 5,42        | 2,12          | 260,378                 | ANEJA | –             | -           |
| AN2463     | Amsterdam           | 14 oktober 1985  | –          | 37,55       | 5,36        | 2,15          | 263,919                 | ANEJA | –             | –           |